# Longzhouacris miaoershanensis
Longzhouacris miaoershanensis är en insektsart som beskrevs av Fu, Peng, Z. Zheng och Jianhua Huang 2002. Longzhouacris miaoershanensis ingår i släktet Longzhouacris och familjen gräshoppor. Inga underarter finns listade i Catalogue of Life.